# تيد بيكر
تيد بيكر (بالإنجليزية: Edward Neill Baker)‏ هو كيميائي نيوزلندي، ولد في 29 أكتوبر 1942 في ستانلي في المملكة المتحدة.